# Château de Barante
Pour les articles homonymes, voir Barante.
Le château de Barante est un château situé dans la commune de Dorat, près de Thiers, dans le nord-est du Puy-de-Dôme en Auvergne-Rhône-Alpes.

## Histoire
Le château de Barante a été bâti au XVIIe siècle sur une terre acquise en 1627 par la famille Brugière de Barante. Il fut reconstruit en 1843 à la suite d'un incendie.
Il a appartenu à Prosper de Barante, académicien, historien, écrivain et homme politique français (préfet de Vendée, puis ambassadeur de France en Sardaigne et en Russie à Saint-Pétersbourg, nommé pair de France par Louis XVIII.)

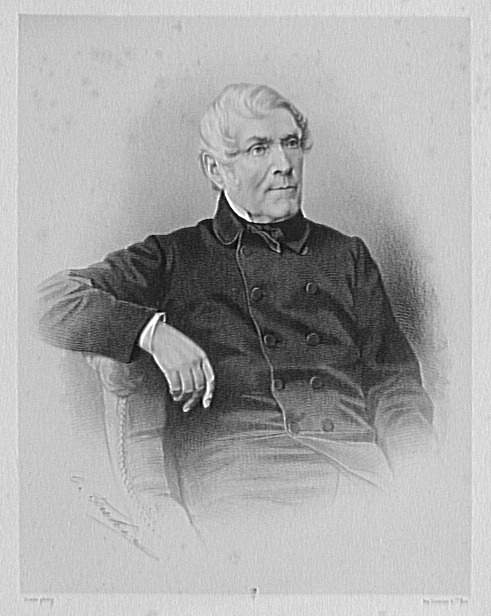
Barante à la fin de sa vie (Lithographie de Charles-Jérémie Fuhr).

La propriété est réputée pour son beau parc d'une centaine d'hectares surplombant la vallée et offrant une très belle vue sur la chaîne des Puys, ainsi que sa chapelle néo-romane inscrite à l'Inventaire supplémentaire des Monuments historiques, dessinée et conçue par Prosper Mérimée, alors inspecteur général des monuments historiques.
Son énorme bibliothèque de 60 000 volumes était l'une des plus riches de France ; parmi ses livres les plus convoités, on peut citer l'édition originale des Provinciales de Blaise Pascal, cousin de la famille. La famille de Barante avait réuni en ce lieu une riche collection d'art, notamment des dessins ; une vente publique de meubles et objets d'art du château de Barante a eu lieu à Clermont-Ferrand en novembre 2016.
Le château fut longtemps ouvert au public jusqu'en 1914, mais il a dû fermer ses portes à la suite de multiples cambriolages.

## Visiteurs célèbres
De nombreuses célébrités, comme Chateaubriand, mais aussi Lamartine, Juliette Récamier, Thiers, Guizot, Victor Cousin et surtout Madame de Staël, fille de Necker et grande amie de Prosper (et surtout de son fils qui en était follement amoureux), furent ses hôtes.

« M. de Barante restait chaque année peu de jours à Paris, vivant retiré dans sa terre de Barante, en Auvergne,  où il était né et où il voulait mourir. On me dit, et je le crois, qu'il y était entouré du respect et de la sympathie de tous. »

« C'est la vraie campagne […] Mon point noir, c'est qu'il n'y a pas de vue et qu'après Barante ça me manque. » (Jeanne Sommier, née Brugière de Barante (1853-1932), décrivant son nouveau domaine de Vaux-le-Vicomte à sa grand-mère en 1875.) « Un horizon forestier à 1 500 mètres de ses fenêtres, même précédé des vestiges d'un jardin à la française, ne saurait en effet constituer "une vue" lorsque chaque jour durant l'enfance on a pris l'habitude de déployer son regard sur 150 kilomètres carrés de terres auvergnates. »

L'écrivain Roger Peyrefitte a également séjourné au château, notamment en septembre 1942,,,.